# Motor Jikov

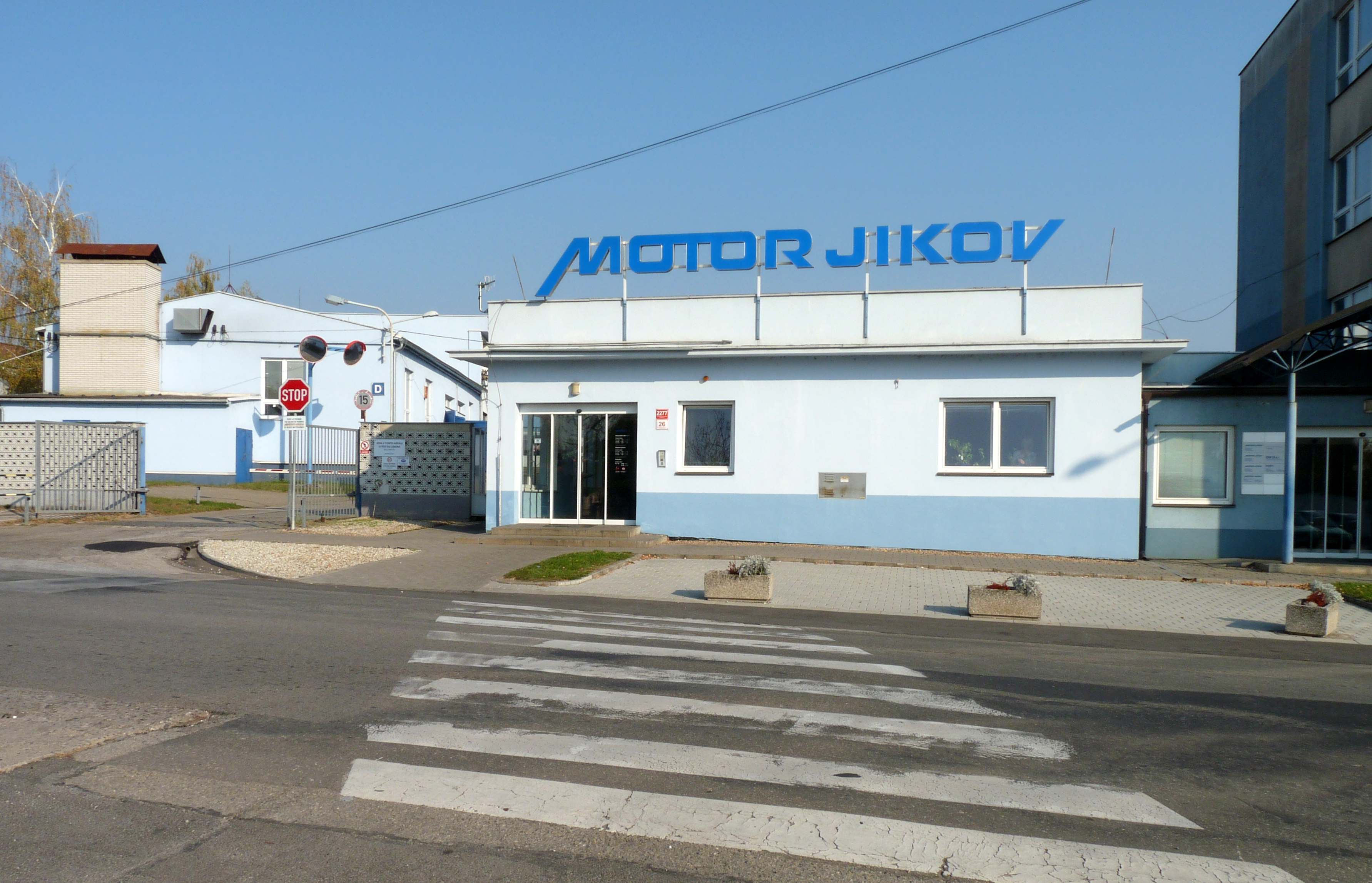

Motor Jikov is een merk van bromfietsen.
Jikov is een Tsjechische carburateurfabriek die oorspronkelijk de gasfabriekjes voor Jawa en CZ maakte, maar in 1996 onder de naam Motor Jikov op de markt kwam met een bromfiets.